# ISO 45001

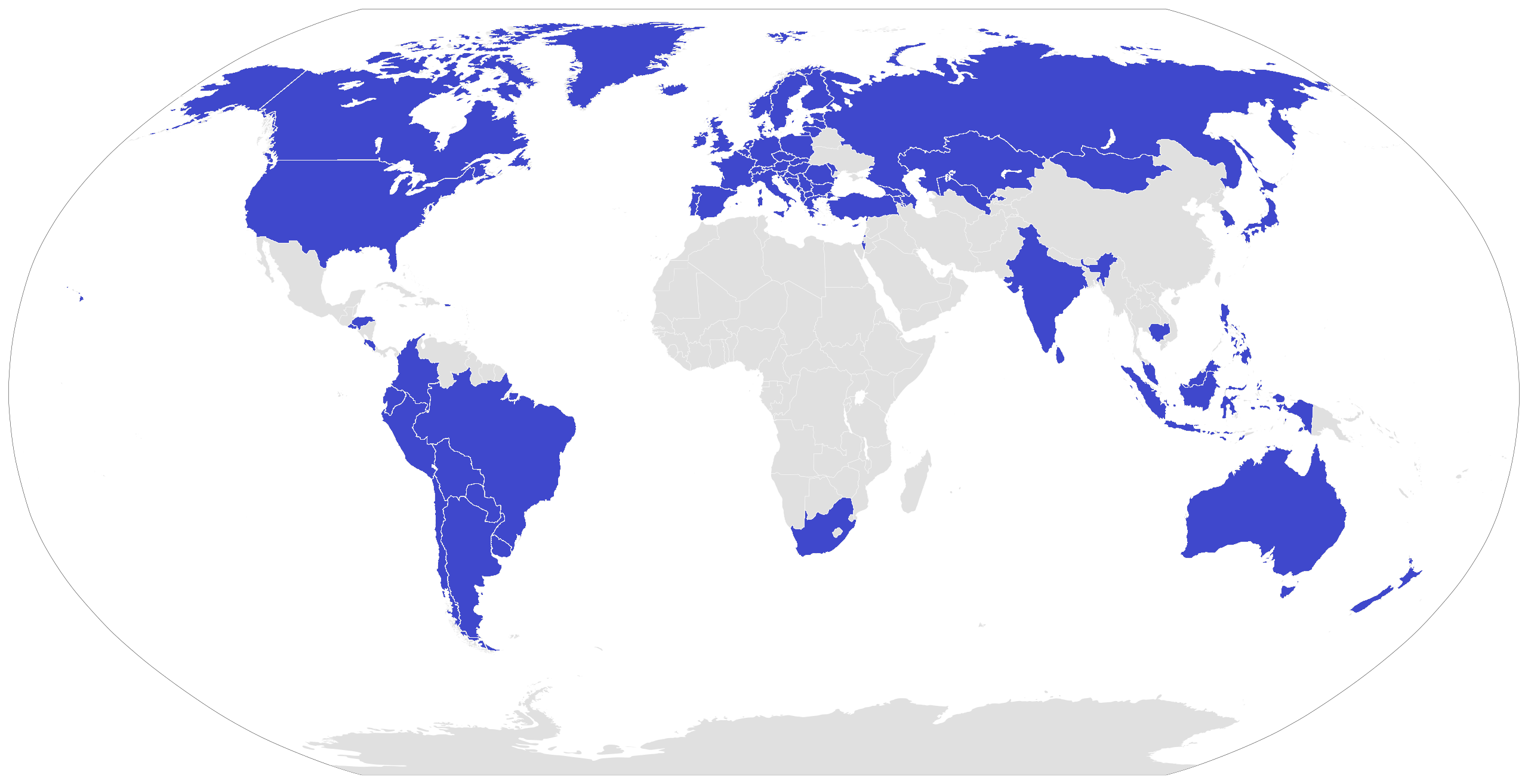
ISO 45001을 채택한 국가

ISO 45001은 직업안전보건(OHS) 관리 시스템에 대한 국제 표준화 기구(ISO) 표준으로, 2018년 3월에 발표되었다. ISO 45001의 목표는 신체적, 정신적 보호 및 건강 증진을 포함하여 산업 재해 및 질병을 줄이는 것이다.
이 표준은 OHSAS 18001, 국제 노동 기구의 협약 및 지침, 국가 표준을 기반으로 한다. 여기에는 2018년부터 2021년까지 3년의 마이그레이션 기간에 걸쳐 대체되는 OHSAS 18001에 추가되는 요소가 포함되어 있다. ISO가 유효 인증을 연장했지만 2021년 3월 현재 회사와 조직은 유효한 인증을 유지하기 위해 ISO 45001로 마이그레이션해야 한다. 코로나19로 인해 부정적인 영향을 받은 조직의 경우 최대 6개월(2021년 9월 11일까지)의 전환 기간이 제공된다.
ISO 45001은 ISO 9001:2015 및 ISO 14001:2015와 같은 다른 ISO 표준의 상위 수준 구조를 따르므로 이러한 표준을 더 쉽게 통합할 수 있다.

## 같이 보기
- 안전관리 시스템